# Sorry for Party Rocking (canción)
«Sorry for Party Rocking» —en español: «Perdón por la fiesta roquera»— es una canción interpretada por el dúo estadounidense de electro hop LMFAO. Fue lanzado como el cuarto sencillo de su segundo álbum Sorry for Party Rocking el 4 de noviembre de 2011. La canción fue compuesta y producida por Redfoo.

## Video musical
Fue estrenado a través del canal de VEVO en YouTube el 22 de febrero de 2012, el cual en 2021 cuenta con más de 500 millones de visualizaciones.
Resulta ser una pre-cuela del video Party Rock Anthem el cual continua con Champagne Showers.

### Trama
El video muestra a Redfoo y Skyblue teniendo una fiesta muy colorida y ruidosa en una ciudad de fantasía. De fondo, escuchamos Sexy and I Know It. El video prosigue mostrando a un vecino un tanto molesto por el ruido de la fiesta. Él le manifiesta su molestia a su esposa, quien parece estar en desacuerdo. Acto seguido, el enfurecido hombre se dirige a la fiesta expresando su descontento, así que Redfoo, para disculparse, pone a sonar "Sorry For Party Rocking", luego de lo cual el vecino llama a la policía. Los oficiales llegan después de un momento y en lugar de arrestarlo se unen a la fiesta y así hasta que casi la mayoría de gente se reúne en la casa de Redfoo y sigue la fiesta, el video finaliza cuando Redfoo y Skyblu se desmayan (cayendo en coma) y se los llevan al hospital, después de un momento se nota el inicio del video de Party Rock Anthem para indicar que la historia continua allí. Aparecen en el video, los actores y cantantes David Hasselhoff y Christopher Reid, además de Hokuto "Hok" Konishi y Alistair Overee.
Se puede notar que en una parte de la canción Redfoo canta una parte con el ritmo de la canción Look At Me Now de Chris Brown.
Características: en México, Carlos de la Mota aparece en el video como el chofer de la ambulancia.

## Lista de canciones
| Descarga digital (Remixes) |                                                    |          |  |
| N.º                        | Título                                             | Duración |  |
| 1.                         | «Sorry for Party Rocking» (R3hab Remix)            | 5:12     |  |
| 2.                         | «Sorry for Party Rocking» (Nash & Silcox Remix)    | 5:04     |  |
| 3.                         | «Sorry for Party Rocking» (Gigi Barocco Remix)     | 4:39     |  |
| 4.                         | «Sorry for Party Rocking» (D'Anconia Remix)        | 3:31     |  |
| 5.                         | «Sorry for Party Rocking» (Wolfgang Gartner Remix) | 5:37     |  |
| 6.                         | «Sorry for Party Rocking» (Ricky Luna Remix)       | 5:08     |  |

## Posicionamiento en listas y certificaciones
| Listas (2011-12)                         | Mejor posición |
| ---------------------------------------- | -------------- |
| Australia (ARIA)                         | 32             |
| Australia (Dance Chart)                  | 5              |
| Brasil (Billboard Hot Pop & Popular)     | 53             |
| Canadá (Canadian Hot 100)                | 37             |
| Estados Unidos (Billboard Hot 100)       | 49             |
| Estados Unidos (Mainstream Top 40)       | 19             |
| Colombia (Los 40 Principales (Colombia)) | 2              |
| Francia (SNEP)                           | 62             |
| Irlanda (IRMA)                           | 76             |
| Nueva Zelanda (Recorded Music NZ)        | 27             |
| Países Bajos (Mega Single Top 100)       | 95             |
| Reino Unido (UK Singles Chart)           | 96             |
| Suiza (Schweizer Hitparade)              | 70             |

| País      | Organismo certificador | Certificación | Ventas | Ref.   |
| --------- | ---------------------- | ------------- | ------ | ------ |
| Australia | ARIA                   | Oro           | 35.000 | [ 13 ] |